# Alfred Bertrand
Alfred Alfons Elisabeth Bertrand (* 26. Mai 1913 in Bilzen; † 22. November 1986 in Sint-Truiden) war ein belgischer Politiker (CVP).
Alfred Bertrand war 1961 bis 1965 Verkehrsminister in der Regierung Théo Lefèvre. 1966 wurde er Gesundheitsminister unter Pierre Harmel und behielt dieses Amt auch unter Gaston Eyskens, bis er 1971 aus dem Ministeramt ausschied. 
Weiterhin war er Abgeordneter im belgischen Parlament. 1952 bis 1979 war er gleichzeitig Abgeordneter in der parlamentarischen Versammlung des Europäischen Gemeinschaft für Kohle und Stahl, dem Europaparlament. Im Europaparlament ist er 1975 bis 1977 Fraktionsvorsitzender der EVP. 
1986 wird er mit der Robert-Schuman-Medaille ausgezeichnet. 
Seine Tochter Hilde Houben-Bertrand wurde die erste Gouverneurin einer belgischen Provinz in Limburg.